# Adam Jones (beisebolista)
Adam LaMarque Jones (nascido em 1º de agosto de 1985) é um jogador profissional de beisebol atuando como center fielder pelo Baltimore Orioles da Major League Baseball (MLB).
O Seattle Mariners selecionou Jones na primeira rodada do draft de 2003. Ele apareceu no sistema de ligas menores dos Mariners jogando como  shortstop antes de ser posicionado no campo externo e ser negociado com os Orioles antes da temporada de 2008. Jones foi convocado cinco vezes para o All-Star Game, venceu quatro vezes o Gold Glove Award e uma vez o Silver Slugger Award.